# Odbojka na OI 1968.
Odbojka na Olimpijskim igrama u Ciudad Mexicu 1968. godine uključivala je natjecanje u muškoj i ženskoj konkurenciji.

## Osvajači medalja
|       | Zlato | Srebro | Bronca |
| Muški | SSSR Eduard Sibirjakov Valeri Kravčenko Vladimir Beljaev Jevgenij Lapinski Oleg Antropov Vasilius Matuševas Viktor Mikalčuk Jurij Pojarkov Boris Tereščuk Vladimir Ivanov Ivan Bugaenkov Georgi Mondzolevski                                | Japan Naćiro Ikeda Masajuki Minami Katsutoši Nekoda Mamoru Širagami Isao Koizumi Kendži Kimura Jasuaki Mitsomuri Jungo Morita Tadajoši Jokota Seiđi Oko Tetsuo Sato Kendži Šimaoka | Čehoslovačka Antonin Prochazka Jiri Svoboda Lubomir Zajisek Josef Musil Josef Smolka Vladimir Petlak Petr Kop Frantisek Sokol Bohumil Golian Zdenek Groessel Pavel Schenk Drahomir Koudelka |
| Žene  | SSSR Ljudmila Buldakova Ljudmila Mikailkovskaja Tatjana Veinberga Vera Lantratova Vera Galuška-Dujunova Tatjana Saričeva Tatjana Ponjaeva-Tretjakova Nina Smoleeva Ina Riskal Galina Leontijeva Roza Salikova Valentina Kamenek-Vinogradova | Japan Setsuko Jošida Suzue Takajama Tojoko Ivahara Jouko Kasahara Aiko Onozava Jukijo Kodžima Saćiko Fukanaka Kunie Šišikura Setsuko Inoue Sumie Oinuma Makiko Furakava Keiko Hama | Poljska Elzbieta Porzecówna-Nowakowa Zoria Szczesniewska-Bryszewska Wanda Wiechówna-Wanotowa Barbara Niemczykowa Krystyna Ostromecka-Gurynowa Krystyna Krupowa-Malinowska Jadwiga Ksiazkowa-Marko Józefa Ledwigowa Krystyna Jakubowska Lidia Chmielnicka Krystyna Czajkowska-Rawska Halina Aszkielowiczówna-Wojnowa |